# أولاد ادليم اجبيل (أولاد دليم)
أولاد ادليم اجبيل هي إحدى مشيخات المملكة المغربية، تتبع جغرافيا لعمالة مراكش وإداريًا لأولاد دليم. يقدر عدد سكانها بـ 5411 نسمة حسب الإحصاء الرسمي للسكان والسكنى لسنة 2004.